# Агеєв Владислав Андрійович
Владислав Андрійович Агеєв — український військовослужбовець, старший солдат, учасник російсько-української війни, загинув в ході російського вторгнення в Україну. Кавалер ордена «За мужність» ІІІ ступеня (посмертно) .

## Життєпис
21 рік, м. Київ. Випускник школи № 46 міста Києва.
Навчався в Національному авіаційному університеті. 
Був активним, любив спорт та займався ММА. Останнім місцем роботи в цивільному житті був магазин «Sinsay». 
Загинув при виконанні бойового завдання на Бахмутському напрямку Донеччини. Похований на Берковецькому цвинтарі столиці. Залишилися батьки, бабуся, дядько, дівчина, рідні, друзі.

## Нагороди
- Орден «За мужність» ІІІ ступеня (посмертно)